# Carrossel de Esperança
"Carrossel de Esperança" é uma canção da dupla Patricia Marx e Luciano Nassyn com participação especial da apresentadora Xuxa e do grupo Roupa Nova. Trata-se do segundo single a ser lançado do álbum Clube da Criança, trilha sonora do programa de mesmo nome da Rede Manchete.

## Antecedentes
O sucesso do programa Clube da Criança fez com que a gravadora planejasse um álbum com os integrantes Xuxa, Luciano, Patricia e o Palhaço Carequinha.
O primeiro single, "É de Chocolate", fez sucesso, e  chegou a ter 40 execuções diárias só entre Rio de Janeiro e São Paulo, tal fato corroborou para vendas de mais de cem mil cópias, em apenas um mês. Um novo single seria lançado a seguir.

## Produção e lançamento
Para dar sequência a sua promoção, foi escolhida a faixa "Carrossel de Esperança", que trazia nos vocais a dupla, Xuxa e o grupo Roupa Nova que acabara de ser contratado pela RCA Victor (sendo essa a primeira gravação do grupo no contrato com a gravadora).
Patricia e Luciano foram os responsáveis pela divulgação da música e uma versão diferente, sem Xuxa e Roupa Nova, era a cantada em programas de TV, como o Balão Mágico, da Rede Globo. Essa versão permanece inédita em lançamentos oficiais.
Em 1986, "Carrossel de Esperança" foi incluída em duas compilações com os maiores sucessos infantis dos anos de 1980: Explosão da Alegria e Canta Criança.
A música fez parte da setlist da turnê Trem da Alegria Celebration de 2019, da qual participavam Patricia e Luciano.

## Desempenho comercial
A faixa obteve sucesso comercial e o compacto vendeu mais de 260 mil cópias no Brasil.

## Versões
Em 1984, a gravadora Som Livre lançou o LP 33 Sucessos Em Ritmo De Folia, no qual há uma versão de "Carrossel de Esperança" gravada por cantores de estúdio em ritmo de samba.
Em 1995, a apresentadora e cantora Mariane Dombrova, que trabalhou no SBT apresentando programas infantis, incluiu a canção no seu álbum Pertinho de Você da PolyGram.
O apresentador Celso Portiolli gravou a canção em 1998, em seu primeiro álbum É Tempo de Alegria. No mesmo ano, o grupo infantil português Turma Do Super Buéréré regravou a faixa para o CD Super Rock Buéréré, da gravadora Mercidiscos.
Em 2017, Michael Sullivan, um dos compositores, realizou um projeto de releituras de suas composições de maior sucesso no universo infantil. O projeto originou o álbum Carrossel de Esperança, lançado pela Warner, e a canção foi interpretada pelo cantor sertanejo Michel Teló.

## Faixas do compacto duplo
- Créditos adaptados da contracapa do compacto Clube da Criança.[16]

| Lado A         |                          |                                   |                                                                              |         |  |
| N.º            | Título                   | Compositor(es)                    | Intérprete(es)                                                               | Duração |  |
| 1.             | "Carrossel de Esperança" | Michael Sullivan e Paulo Massadas | Patrícia Marx e Luciano Nassyn, Xuxa com participação especial de Roupa Nova | 3:25    |  |
| 2.             | "Lápis de Cor"           | Michael Sullivan e Paulo Massadas | Patrícia Marx e Luciano Nassyn, Xuxa                                         | 4:03    |  |
| Duração total: | Duração total:           | Duração total:                    | Duração total:                                                               | 7:28    |  |

| Lado B         |                |                                   |                                             |         |  |
| N.º            | Título         | Compositor(es)                    | Intérprete(es)                              | Duração |  |
| 1.             | "Xuxa Xuxu"    | Edgard Barbiere, Juninho Ferreira | Patrícia Marx e Luciano Nassyn              | 2:42    |  |
| 2.             | "Moda do Sapo" | Renato Teixeira                   | Patrícia Marx, Luciano Nassyn e Sérgio Reis | 2:39    |  |
| Duração total: | Duração total: | Duração total:                    | Duração total:                              | 5:21    |  |